# Frank McNamara
Pour les articles homonymes, voir McNamara.
Francis Hubert « Frank » McNamara (4 avril 1894 - 2 novembre 1961) est un récipiendaire australien de la Croix de Victoria, la plus haute décoration pour bravoure face à l'ennemi qui puisse être attribuée à un membre des forces britanniques et du Commonwealth. Engagé dans l'Australian Flying Corps, il a été décoré pour, le 20 mars 1917, avoir secouru un collègue pilote qui avait été forcé d'atterrir derrière les lignes ennemies. McNamara a été le premier aviateur australien et le seul pendant la Première Guerre mondiale à recevoir la Croix de Victoria. Il devint plus tard officier général de l'armée de l'air australienne (RAAF).

## Biographie
Né et élevé au Victoria, McNamara était enseignant quand il a rejoint la milice avant la Première Guerre mondiale. 
En 1915, il a été sélectionné pour suivre la formation de pilote à la Central Flying School, à Point Cook puis affecté à l’Australian Flying Corps l'année suivante. 
Il était basé au Moyen-Orient avec l'escadrille no 1 quand il a obtenu la Croix de Victoria. 
En 1921, il s'est engagé dans la RAAF nouvellement créée et atteindra le grade d, Air Vice Marshal en 1942. Il a occupé des postes d'encadrement en Angleterre et à Aden au cours de la Seconde Guerre mondiale.
Retiré de l'Armée de l'Air en 1946, McNamara a continué à vivre en Grande-Bretagne jusqu'à sa mort par insuffisance cardiaque en 1961.